# 刀劍神域劇場版：序列爭戰
《刀劍神域劇場版：序列爭戰》（英語：Sword Art Online The Movie Ordinal Scale）是原作川原礫依據《刀劍神域》小說為基礎的全新作品，並以電影化方式製作，承接動畫第二季後的故事內容。本作品為2017年上映動畫版電影，並於同年2月18日於日本地區開始上映，東南亞其他地區依照排程表依序播映，歐洲及美洲其他區域則在稍晚於亞洲上映後才陸續在2017年上映，同年三月起，陸續以4DX版本重新上映。

## 故事背景
2022年，以量子物理學者兼天才遊戲設計師聞名於世的程式設計師茅場晶彥成功開發世界第一款完全潛行專用的裝置「NerveGear」。
「NerveGear」裝置機器具有虛擬實境（VR）功能，外型類似包覆頭部的拳擊用護具，創新的設計替世界帶來無限可能，無論是醫療、通訊、交易等。因「SAO事件」而產生以「強化安全性」的後續機種——「AmuSphere」。四年後（2026年4月），猶如與前兩款虛擬實境裝置抗衡的新世代擴增實境（AR）機種「Augma」問世。Augma號稱取消「完全潛行」功能、並將擴增實境功能發揮到極致，讓使用者能在清醒的狀態下使用，同時搭配更吸引玩家的一款專屬ARMMO角色扮演遊戲《序列爭戰》（Ordinal Scale，簡稱《OS》）。在這樣既方便又安全機制下，讓Augma短時間就在玩家間廣為流傳、蔚為風潮。
劇情主軸承接動畫版第二季的時間序之後。

## 劇情大綱
2026年4月，劃時代的新型AR（擴增實境）專用可穿戴式裝置「Augma」，搭配《序列爭戰》（Ordinal Scale，OS）開始販售。
亞絲娜、莉茲貝特與西莉卡邀請桐人參與「OS」中舊艾恩格朗特 Boss 討伐戰。在桐人加入亞絲娜與克萊茵的 Boss 戰時，遇見遊戲中人氣超高的虛擬歌手「Yuna」，並在她唱歌時給予參加討伐戰的玩家特殊效果。桐人首戰因不擅長擴增實境的即時反應與速度，導致未能討伐成功。遊戲中排名第二名的瑛二協助集體防禦 Boss 攻擊，隨後亞絲娜立即攻擊完成討伐的瞬間，瑛二對著亞絲娜咕噥「切換（Switch）」，讓亞絲娜想起这是「SAO」的戰術用術語。
隔晚，正當克萊因的所屬公會「風林火山」等待最後前晚被瑛二襲擊的成員時，一同亞絲娜受邀請加入 Boss 討伐戰。亞絲娜則參與由Yuna主持的討伐戰，克萊因與其公會成員則被另一個 Boss 與瑛二襲擊。翌日，桐人回到前晚舉辦討伐戰的公園並啟用「OS」，一位穿著白色連帽連身裙的少女出现并指向遠方的方向後隨即消失。在桐人與詩音一起討伐 Boss 後，結衣發現討伐戰中出現的艾恩格朗特的 Boss 出現順序與「SAO」的迷宮地圖相同。正當桐人與亞絲娜討論此事時，發現瑛二是「SAO事件」的倖存者之一，也曾是「血盟騎士團」的一員，名叫「鸚鵡螺（Nautilus）」。
在亞絲娜、莉茲貝特與西莉卡加入另一場討伐時， Yuna 與瑛二又再次出現。亞絲娜為了保護被瑛二推倒在 Boss 面前的西莉卡，因被擊中而使 HP 歸零並導致無法再戰。之后亞絲娜試圖回想「SAO」時的回憶，卻發現相關記憶開始漸漸淡忘，桐人和亞絲娜去医院检查后确认到回忆阻塞的情况，并推测「Augma」具有掃描大腦的功能並奪走特定記憶的可能，认为同樣的事情也可能發生在其他使用「OS」的 SAO 倖存者的身上。桐人與詩音透過 Boss 討伐戰展開調查，並注意到只要有作為 SAO 倖存者的玩家被擊敗，即會蒐集閃耀的球狀物至漂浮在上空的「OS」無人機。結依在追蹤回傳目的地時，被遊戲系統阻擋導致追蹤失敗。之後，桐人再次遇見白色連帽連身裙少女，少女不斷重複與之前相同的動作。桐人與結依抽絲剝繭下發現白衣少女所指出的地方是東都工業大學。
透過菊岡的安排下，桐人在校內與Augma設計者重村教授會面，重村教授卻拒絕回答任何提問。結束會面前，桐人注意到重村教授的辦公桌上有一張酷似Yuna少女的照片。桐人向菊岡確認照片的人就是重村教授的女兒「悠那」，是「SAO 事件」的犧牲者。桐人到亞絲娜的家探訪時，在房間看到亞絲娜的日記，察覺她因忘記 SAO 時期的回憶中有與桐人做約定而害怕會因此與桐人的關係產生改變，桐人發誓要替亞絲娜奪回記憶。當離開亞絲娜的家後，再次遇到白色連帽連身裙少女，此時少女承认自己就是悠那。桐人想要取回亞絲娜的記憶，但悠那告訴桐人必須要提升遊戲中的排名才可以，隨後桐人積極參加 Boss 討伐戰，使排名提高至第47名。
數日後，「OS」的玩家群聚在體育館參加Yuna的演唱會中，瑛二以亞絲娜的記憶作為賭注迫使桐人在低排名（第9名）狀態下逕行決鬥。桐人獲得勝利後，瑛二揭發重村教授藉由 SAO 倖存者們的記憶，重建已故女兒的虛擬人工智慧：透過「OS」無人機讓「Augma」發出高功率訊號讀取記憶，但效果會如同「NerveGear」一樣導致玩家們的死亡。
正當舊艾恩格朗特的 Boss 突然出现在演唱會場并大肆攻擊時，悠那出手協助保護亞絲娜等人，並告訴趕回來的桐人「Augma」可藉由無人機啟動「完全潛行」功能，並且只要擊敗原本在「SAO」第100層的的 Boss 即可結束討伐活動。在啟動完全潛行前，桐人把禮物戒指交給亞絲娜。進入第100層「紅玉宮」桐人、莉茲貝特、西莉卡艾基爾與詩音和Boss 陷入苦戰直到透過結衣把亞絲娜、莉法、克萊茵與其他從「ALO」和「GGO」的玩家們的協助以及回復他們在原本「SAO」的能力與裝備後才一舉戰勝在茅場晶彥聲音的恭喜下給予桐人一把極強力的劍作為破關獎勵玩完了之后现身的人步行進入紅玉宮裏無名他说没结束住原返件事像群隊打頭目地方离開先有訊息睇下基爾系统攻略情報内容「桐人會结盟多群隊成员将採出立場行動一舉」。
從「完全潛行」回到演唱會的桐人以新武器打倒所有 Boss，在「OS」的排名躍身成為第一；同時菊岡也逮捕在營運 SAO 的原 Argus 公司伺服器室的重村教授。白色連帽連身裙的悠那歸還所有 SAO 倖存者被奪去的記憶，並向桐人等人說明自己的願望只是希望可以唱歌，接著悠那與依存在第100層Boss中的編碼一併消失。
最後桐人與亞絲娜達成在艾恩格朗特各自許下的承諾桐人幫亞絲娜戴上戒指並留下深深一吻靜靜地坐下觀賞流星雨。事件解決後在第二版的《SAO 事件記錄》一書中最後新加上了一段話「有一位歌姬為前去戰鬥勇士們帶來勇氣我們不能遺忘每一位無名的玩家」。
然而正當事件看似解決之際，本應要逕行提審重村教授的菊岡卻將教授帶往稱為「RATH」工作室準備執行使另一項計畫（Alicization計劃）……

## 世界觀與設定
- AR數位資訊裝置「Augma」

本作出现的主要机器，外觀類似於小型的頭戴式耳機，利用擴增實境（AR）功能，取代「完全潛行」。直接將視覺、聽覺、觸覺資訊，傳給清醒狀態下的玩家，使人們能以遊戲的方式，享受有益健康的運動或進行健康管理，因此玩家日漸增加，并导致“AmuSphere”游戏用户的流失。
- 《序列爭戰》（Ordinal Scale）

Augma的專用 ARMMO RPG 遊戲，一款透過最頂尖科技技術的新世代遊戲，成為各媒體討論度極高的遊戲，並且蔚為風潮，在玩家間流傳度相當高。游戏以現實世界為戰鬥場地，並藉由 AR 功能重新虛擬化重現遊戲場景。玩家需要藉由蒐集出現在各地的道具、討伐怪物提升「排名」。游戏以「排名系統」，即以序數（Ordinal Number）而非基數（Cardinal Number）決定排名與狀態；排名越高的玩家在個人玩家對戰（Player Versus Player，PVP）中，將擁有絕對強大能力。因此，排名順序成為日後勝敗的主要因素。

## 登場人物
| 角色                           | 配音       | 配音   | 配音   | 配音     | 簡介 |
| 角色                           | 日本       | 臺灣   | 香港   | 中国大陆 | 簡介 |
| ------------------------------ | ---------- | ------ | ------ | -------- | --- |
| 桐人／桐谷和人                 | 松岡禎丞   | 宋昱璁 | 李致林 | 曹旭鹏   | 將惡夢般的死亡遊戲「SAO」成功破關的「英雄」，別名「黑色劍士」。開首因被亞絲娜稱「運動不足」使跑了兩步就倒下而未能戰鬥，後來為解救亞絲娜而努力特訓，最後並成為OS的第一名。 |
| 亞絲娜／結城明日奈             | 戶松遙     | 丘梅君 | 詹健兒 | 阎萌萌   | 在「SAO」中擁有「閃光」稱號使用細劍的少女。在現實與虛擬世界中，與桐人是一對戀人。 |
| 結衣                           | 伊藤加奈惠 | 林美秀 | 成瑤孆 | 碧涓     | 原「SAO」中負責玩家精神狀態管理的人工智慧（AI），把桐人與亞絲娜視為自己的父母親一樣，並稱他們為爸爸、媽媽。 |
| 莉法／桐谷直葉                 | 竹達彩奈   | 雷碧文 | 何璐怡 | 張惠霖   | 桐人的妹妹，劍道的程度為全國大賽等級，在「SAO」中是風精靈的魔法戰士。 |
| 詩音／朝田詩乃                 | 澤城美雪   | 楊凱凱 | 鄭麗麗 | 贺文潇   | 在充滿槍械與金屬感的VRMMO「GGO」中，擔任狙擊手的少女，在桐人的幫助下，克服了內心的障礙，後來也常與桐人等人組隊攻略遊戲。 |
| 西莉卡／綾野珪子               | 日高里菜   | 楊凱凱 | 陳皓宜 | 赵梦娇   | 在「SAO」中受到桐人的幫助，職業為訓獸使的少女，使役的龍型生物名為畢娜，在「ALO」中為妖貓族的型態。 |
| 莉茲貝特／篠崎里香             | 高垣彩陽   | 雷碧文 | 魏惠娥 | 周湘宁   | 在「SAO」中桐人鍛冶武器的鍛造師工匠，與亞絲娜為好友，暱稱為「莉茲」。 |
| 克萊因／壺井遼太郎             | 平田廣明   | 黃天佑 | 劉奕希 | 卢力峰   | 是「SAO」風林火山公會的領導者，在遊戲中喜愛日式風格的裝備，十分容易與人打成一片，在一段孽緣下與桐人成為好友。 |
| 艾基爾／安德魯·基爾博德·密魯茲 | 安元洋貴   | 陳幼文 | 馮錦堂 |          | 「SAO」中的商人，擅長使用斧頭，同時也會參與樓層攻略戰，性格上則是道道地地的日本人。 |
| 茅場晶彥                       | 山寺宏一   | 黃天佑 | 劉昭文 | 張震     | 創造「SAO」的天才遊戲設計師，並同時為「AmuSphere」前身、完全潛行裝置「NerveGear」的設計者。 |
| 尤娜／重村悠那                 | 神田沙也加 | 林美秀 | 羅孔柔 | 张璐     | 本作登場角色。是第一個在「OS」裡，以擴增實境（AR）偶像身份贏得眾人寵愛的「虛擬歌手」，有極高的人氣和聲譽，並且有著淘氣活潑性格，即便步入決戰之時依然能呈現出開朗堅強的一面遊戲中，只要遇見她的舞台就能得到「特殊效果」同時會給予該場次戰鬥中最有價值玩家（Most Valuable Player, MVP）獎勵之後地方找那個青男孩 人物外貌來自於「重村教授」的女兒。 |
| 瑛二／後澤銳二                 | 井上芳雄   | 謝一帆 | 鍾見麟 | 彭尧     | 本作登場角色。出現在桐人面前的神祕年輕劍士，在「OS」裡的「排名」為第二名。身穿黑色的劍士服和鎧甲。是「SAO事件」的生還者，名為「鸚鵡螺」，曾是最強公會「血盟騎士團」的成員。 |
| 重村徹大                       | 鹿賀丈史   | 陳幼文 | 朱子聰 | 常文濤   | 本作登場角色。擴增實境裝置「Augma」的開發者，也是日本研究非侵入式腦機介面的權威。東都工業大學電器電子工學科教授。因為研究風格過於激進，使得電生理學界視其為異端。 |
| 菊岡誠二郎                     | 森川智之   | 黃天佑 | 鄧志堅 |          | 在「SAO事件」與「ALO事件」中協助桐人調查事件的總務省「假想課」職員，一直從旁協助桐人。 |
| 朔夜                           | 矢作紗友里 | 丘梅君 | 黃昕瑜 |          | 為「ALO」玩家，同時也是風精靈的領主、身材高挑的巨乳美女。接受訪問時表示在「奧格瑪」誕生後，「ALO」的玩家減少約30%，使得領地征戰必須延期無法順利舉行。在劇場版事件中協助桐人一行人突破重圍。 |
| 亞麗莎·露                      | 齋藤千和   | 錢欣郁 | 張頌欣 |          | 為「ALO」玩家，同時也是貓妖的領主，嬌小的美少女，與朔夜是好友。在劇場版事件中協助桐人一行人突破重圍。 |
| 尤金                           | 三宅健太   | 陳幼文 | 黃啟昌 |          | 為「ALO」玩家，火精靈中的最強戰士。在劇場版事件中協助桐人一行人突破重圍。 |
| 雷根／長田伸一                 | 村瀨步     | 錢欣郁 | 李震權 |          | 為「ALO」玩家，莉法在現實中的同班同學，單純地暗戀著直葉（莉法），種族為風精靈。在劇場版事件中協助桐人一行人突破重圍。 |
| 朱涅／安施恩                   | 嶋村侑     | 林美秀 | 曾佩儀 |          | 為「ALO」玩家，在劇場版事件中協助桐人一行人突破重圍。 |
| 倉橋                           | 木內秀信   | 陳幼文 | 陳卓智 |          | 「Medicuboid」主要操作醫生，在劇場版事件中提供桐人醫學上的意見。 |
| 戴因                           | 鶴岡聰     | 黃天佑 | 陳卓智 |          | 為「GGO」玩家，詩音所屬的中隊隊長，西部牛仔造型的打扮。在劇場版事件中協助桐人一行人突破重圍。 |

## 製作

### 工作人員
- 原著・劇本 - 川原礫
- 導演・劇本 - 伊藤智彦
- 助理導演 - 森大貴
- 角色初步設計 - abec
- 角色設計・總動畫導演 - 足立慎吾
- 美術導演 - 長島孝幸
- 美術監督 - 竹田悠介
- 美術設定 - 塩澤良憲
- 色彩設計 - 橋本賢
- 音響監督 - 岩浪美和
- 攝影監督 - 脇顯太朗
- 電影剪輯 - 西山茂
- 電影音樂 - 梶浦由記
- 電影音樂製作人 - 森康哲
- 電影企劃 - 岩上敦宏、大澤信博
- 電影製作人 - 柏田真一郎、三木一馬、二見鷹介、神部宗之
- 動畫製片 - 加藤淳、金子敦史
- 動畫製作 - A-1 Pictures
- 電影製作 - SAO MOVIE project（Aniplex、角川書店、ASCII Media Works、萬代南夢宮娛樂、GENCO）
- 電影發行 - Aniplex

### 籌劃
- 劇本構思與發想

2014年10月，在《刀劍神域》第二季電視版仍在製播時，由當時製作團隊提出。
籌備時，提出「重製電視版劇情」與「構思新故事」等兩個方案，最後採用後者，並由作者川原礫以虛擬實境為題材作為故事劇本並開始創作，同時加入偶像元素。考慮到本劇場版以情侶主角桐人和亞絲娜的故事為主，導演伊藤智彥要求劇情要有約會的要素。
電視版動畫導演鹿間貴裕與本作總動畫導演足立慎吾受到香港動作電影與《Final Fantasy》影響，本作在對戰中設計武打與攻略遊戲的要素。
- 劇情設計

因本作採用擴增實境系統的緣故，不能在空中進行持續戰鬥，但為了同時保有「華麗感」，故在戰鬥時的分鏡採取強調「團隊戰鬥」。也因擴增實境設定的限制，在對戰時只有劍柄是實體的，實際上內劍身並沒有相碰。
- 人物設定

本作的原創人物－尤娜，靈感來自於初音未來，另一原創人物－瑛二，設定為「沒能夠成為桐人的人物」。人物由abec重新設計，並由橋本賢擔任色彩設計，劇場版的人設定較電視版更為寫實。已在電視版中出現的主角，在設定中也有略微調整。而故事設定上，則強調科幻元素－路人玩家角色中除造型為人的以外，還有動物與機器人的造型。特效處理方面，伊藤導演強調要體現出「燒錢感」。
- 製作時序[20]

2015年2月20日，完成劇本大綱第一稿。
2015年6月25日，完成詳細劇本第一稿。
2015年9月30日，確定最終稿。
2015年10月，開始分鏡作業，由導演伊藤智彥和鹿間貴裕共同完成，其中鹿間負責戰鬥部分的分鏡，大約占全片四成。
2016年4月11日，開始作畫作業。
本作品總製作費時約一年，全片共103個場景、1617個鏡頭，總作畫張數達到60198張。
- 公開進程

2015年10月4日，《電擊文庫秋天祭典2015》中宣佈，輕小說故事將會改編成電影版，將以原班製作團隊。劇情主軸承接動畫版《刀劍神域II》的時間序之後。
2016年3月13日，《電擊文庫春天祭典2016》中公布劇場版正式名稱為《劇場版 ソードアート・オンライン -オーディナル・スケール-》，電視動畫版配音員同時也擔綱相同角色演繹。

《刀劍神域劇場版：序列爭戰》桐人等人在「瓦古娜利亞」餐廳用餐畫面

- 花絮

片中桐人、亞絲娜、莉茲貝特與西莉卡用餐的餐廳為「瓦古娜利亞」，與《迷糊餐廳》中的餐廳相同，原因是兩部作品的角色設計與總動畫導演皆為足立慎吾，并且均为A-1 Pictures制作。

### 歌曲
正式收錄
| 歌曲名           | 作詞     | 作曲     | 編曲     | 演唱       | 備註   |
| ---------------- | -------- | -------- | -------- | ---------- | ------ |
| Catch the Moment | LiSA     | 田淵智也 | 江口亮   | LiSA       | 主題曲 |
| Ubiquitous dB    | hotaru   | やしきん | やしきん | 神田沙也加 | 插曲   |
| longing          | 梶浦由記 | 梶浦由記 | 梶浦由記 | 神田沙也加 | 插曲   |
| delete           | 梶浦由記 | 梶浦由記 | 梶浦由記 | 神田沙也加 | 插曲   |
| Break Beat Bark! | hotaru   | eba      | eba      | 神田沙也加 | 插曲   |
| smile for you    | 梶浦由記 | 梶浦由記 | 梶浦由記 | 神田沙也加 | 插曲   |

※ 歌曲順序是依照出場或專輯順序列出。
未正式收錄
日文版
|                                | 空を照らす星よ 丘に吹く緩い風よ 古の都市を征く 旅人にどうか加護を |
| ——梶浦由記，《The First Town》 |                                                                   |

香港中文翻譯
|                                  | 星宿煌煌照上蒼 柔風緩緩繞丘岡 旅人征踏千年市 求賜扶持護遠航 |
| ——TVB J2翻譯，《The First Town》 |                                                             |

臺灣中文翻譯
|                                      | 照亮天空的星辰 吹拂山丘的和風 請護佑前往永恆都市的旅人 |
| ——木棉花國際翻譯，《The First Town》 |                                                        |

中國大陸中文翻譯
|                                                | 照亮夜空的星辰啊 拂過山丘的清風啊 請庇佑征戰古老都市的那些旅者 |
| ——中國電影股份有限公司翻譯，《The First Town》 |                                                                |

## 上映

### 電影票
- 日本

在上映期間的三階段，分別在2017年2月18日 - 2月24日、2月25日 - 3月3日與3月4日 - 3月10日期間內分別獲得特製限量明信片，票價依預購（1500日圓）與現場購票（1800日圓）有不同售價，預購票則依不同購買階段會有不同樣式。
- 臺灣

從2016年12月27日至2017年2月23日由代理商木棉花國際購買預購票，即贈送「刀劍神域劇場版」與「黑執事劇場版」優待票；在 2017年2月2日至2月6日台北國際動漫節木棉花國際攤位購買預購票則會加送限量電影海報。電影首輪播放期間，到上映影城購票或是拿著預售票現場劃位，即可獲得限量電影明信片。

### 票房
- 日本

上映首週，總票房達到425,762,810日圓，當週票房排名第一位，勝過排名第二位的《相棒劇場版 IV》與第三位的《一週的朋友電影版》。
| 上一届： 《相棒 -劇場版IV- 首都危機人質50萬！ 特命員的最後決斷》 | 2017年日本週末票房冠軍 第7週 | 下一届： 《樂來越愛你》 |

- 中國大陸

累計票房為5387.4萬人民幣。
- 臺灣

最終全台票房為新台幣5567萬元。
- 香港

上映首雙週（累計至2017年4月9日止），累計票約港元410萬，排行為2017年香港一週票房第13週第五名。
截至2017年4月16日止，累計票房約港元500萬。

## 播放電視台

### 台灣
| 東森電影台 星期六21:00－23:35節目                            | 東森電影台 星期六21:00－23:35節目                      | 東森電影台 星期六21:00－23:35節目              |
| ------------------------------------------------------------ | ------------------------------------------------------ | ---------------------------------------------- |
|                                                              | 刀劍神域劇場版：序列爭戰 （2017年10月14日） 國語配音版 |                                                |
| 航海王薩波特別篇 (21:00－23:20)                              | 蠟筆小新電影版 爆睡！夢世界大作戰 (21:00－23:05)       |                                                |
| 東森電影台 星期六23:35－02:10節目                            |                                                        |                                                |
| 西遊記之孫悟空三打白骨精 (23:20－01:55) 寒戰2 (01:55－04:20) | 刀劍神域劇場版：序列爭戰 （2017年10月14日） 日文原音版 | 點五步 (23:05－01:10) 陀地驅魔人 (01:10－3:25) |

### 香港
| 香港 無綫電視J2 星期日00:20－02:55節目                                               | 香港 無綫電視J2 星期日00:20－02:55節目                                                                                                   | 香港 無綫電視J2 星期日00:20－02:55節目 |
| ------------------------------------------------------------------------------------ | --- | -------------------------------------- |
|                                                                                      | 刀劍神域劇場版 - 序列爭戰 （2018年7月29日） 粵日雙語廣播                                                                                 |                                        |
| 黑執事劇場版 - 豪華客船篇 （00:20－02:30） 安樂蝸 （02:30－03:00） （2018年7月22日） | 神探伽俐略2：真夏方程式 （23:05－01:50） 搜搜首爾 （01:50－02:05） 安樂蝸 （02:05－02:35） 地球的慶典 （02:35－03:30） （2018年7月22日） |                                        |

## 相關周邊

### 音樂
| LiSA / Catch the Moment【期間限定動畫盤】 | LiSA / Catch the Moment【期間限定動畫盤】 | LiSA / Catch the Moment【期間限定動畫盤】 | LiSA / Catch the Moment【期間限定動畫盤】 | LiSA / Catch the Moment【期間限定動畫盤】 |
| 曲序                                      | 曲目                                      | 词曲                                      | 演唱者                                    | 时长                                      |
| ----------------------------------------- | ----------------------------------------- | ----------------------------------------- | ----------------------------------------- | ----------------------------------------- |
| 1.                                        | Catch the Moment                          | LiSA、田淵智也、江口亮                    | LiSA                                      | 4:43                                      |
| 2.                                        | リングアベル                              | 野間康介                                  | LiSA                                      | 4:45                                      |
| 3.                                        | Catch the Moment-Instrumental-            | 田淵智也                                  | LiSA                                      | 4:39                                      |
| 总时长：                                  | 总时长：                                  | 总时长：                                  | 总时长：                                  | 14:07                                     |

| 刀劍神域劇場版：序列爭戰 原聲帶 (Disc 1) | 刀劍神域劇場版：序列爭戰 原聲帶 (Disc 1) | 刀劍神域劇場版：序列爭戰 原聲帶 (Disc 1) | 刀劍神域劇場版：序列爭戰 原聲帶 (Disc 1) |
| 曲序                                     | 曲目                                     | 词曲                                     | 时长                                     |
| ---------------------------------------- | ---------------------------------------- | ---------------------------------------- | ---------------------------------------- |
| 1.                                       | in the digital world                     | 梶浦由記                                 | 0:34                                     |
| 2.                                       | a promise                                | 梶浦由記                                 | 0:31                                     |
| 3.                                       | story of the past                        | 梶浦由記                                 | 2:11                                     |
| 4.                                       | Augma                                    | 梶浦由記                                 | 0:51                                     |
| 5.                                       | back ground music No.1                   | 梶浦由記                                 | 1:22                                     |
| 6.                                       | welcome to "Ordinal Scale"               | 梶浦由記                                 | 0:58                                     |
| 7.                                       | logging in #1                            | 梶浦由記                                 | 0:44                                     |
| 8.                                       | beginning of the fight                   | 梶浦由記                                 | 0:26                                     |
| 9.                                       | fight in the OS                          | 梶浦由記                                 | 1:19                                     |
| 10.                                      | you won!                                 | 梶浦由記                                 | 0:56                                     |
| 11.                                      | mystery of OS #1                         | 梶浦由記                                 | 0:36                                     |
| 12.                                      | night time                               | 梶浦由記                                 | 0:52                                     |
| 13.                                      | logging in #2                            | 梶浦由記                                 | 0:27                                     |
| 14.                                      | she has a luminous sword                 | 梶浦由記                                 | 0:59                                     |
| 15.                                      | Yuna #1                                  | 梶浦由記                                 | 0:32                                     |
| 16.                                      | mystery of OS #2                         | 梶浦由記                                 | 0:41                                     |
| 17.                                      | starting to solve the mystery            | 梶浦由記                                 | 0:59                                     |
| 18.                                      | Yuna #2                                  | 梶浦由記                                 | 0:40                                     |
| 19.                                      | logging in #3                            | 梶浦由記                                 | 0:22                                     |
| 20.                                      | her dream                                | 梶浦由記                                 | 1:33                                     |
| 21.                                      | loss of memory                           | 梶浦由記                                 | 0:48                                     |
| 22.                                      | to find her memory                       | 梶浦由記                                 | 1:54                                     |
| 23.                                      | to find her memory #2                    | 梶浦由記                                 | 0:29                                     |
| 24.                                      | his anger                                | 梶浦由記                                 | 0:27                                     |
| 25.                                      | I have to regain her memory              | 梶浦由記                                 | 1:26                                     |
| 26.                                      | logging in #4                            | 梶浦由記                                 | 0:18                                     |
| 27.                                      | another field to overcome                | 梶浦由記                                 | 2:16                                     |
| 28.                                      | Yuna #3                                  | 梶浦由記                                 | 0:19                                     |
| 29.                                      | Yuna #4                                  | 梶浦由記                                 | 0:16                                     |
| 30.                                      | mystery of OS #3                         | 梶浦由記                                 | 0:45                                     |
| 31.                                      | he has something to hide                 | 梶浦由記                                 | 1:23                                     |
| 32.                                      | the lost daughter                        | 梶浦由記                                 | 1:39                                     |
| 33.                                      | in her room                              | 梶浦由記                                 | 2:23                                     |
| 34.                                      | I will be close to you                   | 梶浦由記                                 | 1:15                                     |
| 35.                                      | I will fight to regain her memory        | 梶浦由記                                 | 1:07                                     |
| 36.                                      | who are you?                             | 梶浦由記                                 | 1:14                                     |
| 37.                                      | it's just only a game                    | 梶浦由記                                 | 1:50                                     |
| 38.                                      | he knows something                       | 梶浦由記                                 | 0:30                                     |
| 39.                                      | a short break                            | 梶浦由記                                 | 0:31                                     |
| 40.                                      | facing each other                        | 梶浦由記                                 | 1:11                                     |
| 41.                                      | something wrong is happening             | 梶浦由記                                 | 2:37                                     |
| 42.                                      | father and daughter                      | 梶浦由記                                 | 1:23                                     |
| 43.                                      | can we save them?                        | 梶浦由記                                 | 2:03                                     |
| 44.                                      | we are always together                   | 梶浦由記                                 | 0:33                                     |
| 45.                                      | the place we should have reached         | 梶浦由記                                 | 1:37                                     |
| 46.                                      | for your bravery                         | 梶浦由記                                 | 1:17                                     |
| 47.                                      | I will fight with you!                   | 梶浦由記                                 | 0:58                                     |
| 48.                                      | let's join swords                        | 梶浦由記                                 | 2:47                                     |
| 49.                                      | he is here                               | 梶浦由記                                 | 0:26                                     |
| 50.                                      | shooting stars                           | 梶浦由記                                 | 2:10                                     |
| 总时长：                                 | 总时长：                                 | 总时长：                                 | 55:25                                    |

| 刀劍神域劇場版：序列爭戰 原聲帶 (Disc 2) | 刀劍神域劇場版：序列爭戰 原聲帶 (Disc 2) | 刀劍神域劇場版：序列爭戰 原聲帶 (Disc 2) | 刀劍神域劇場版：序列爭戰 原聲帶 (Disc 2) | 刀劍神域劇場版：序列爭戰 原聲帶 (Disc 2) |
| 曲序                                     | 曲目                                     | 词曲                                     | 演唱者                                   | 时长                                     |
| ---------------------------------------- | ---------------------------------------- | ---------------------------------------- | ---------------------------------------- | ---------------------------------------- |
| 1.                                       | Ubiquitous dB                            | hotaru、やしきん                         | 神田沙也加                               | 4:48                                     |
| 2.                                       | longing                                  | 梶浦由記                                 | 神田沙也加                               | 3:47                                     |
| 3.                                       | delete                                   | 梶浦由記                                 | 神田沙也加                               | 4:58                                     |
| 4.                                       | Break Beat Bark!                         | hotaru、eba                              | 神田沙也加                               | 4:09                                     |
| 5.                                       | smile for you                            | 梶浦由記                                 | 神田沙也加                               | 3:17                                     |
| 总时长：                                 | 总时长：                                 | 总时长：                                 | 总时长：                                 | 20:59                                    |

※ 歌曲順序是依照出場或專輯順序列出。

### 影像

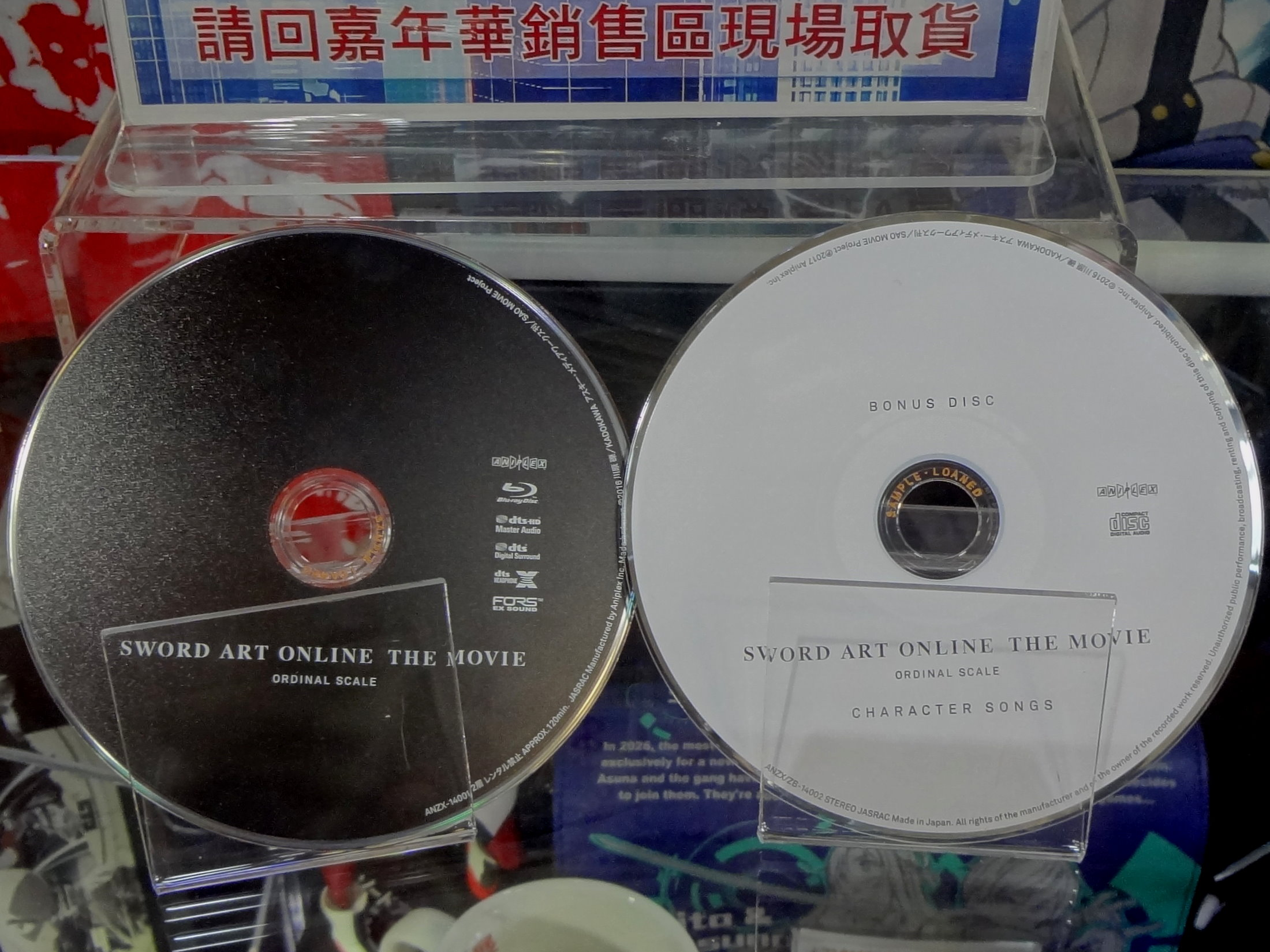
日本版藍光光碟（左）與角色歌CD（右）

通常版（藍光 / DVD）
- 刀劍神域劇場版：序列爭戰 119分鐘本片
- 電影預告與電視廣告集
- 日語或與英語發音
- 日文、英文或與西班牙文[40]字幕

完全生產限定版（藍光 / DVD）
- 原著短篇小說
- 角色設計盒裝
- 特製介紹冊
- 原著影像特典
- 語音演出
演出：伊藤智彦・足立慎吾・川原礫・松岡禎丞・戶松遙、神田沙也加
- 額外CD特典

| 歌曲名                          | 作詞   | 作曲     | 編曲     | 演唱                                      |
| ------------------------------- | ------ | -------- | -------- | ----------------------------------------- |
| Ubiquitous dB –special ver.-    | hotaru | やしきん | やしきん | 結城明日奈（戶松遙） 綾野珪子（日高里菜） |
| Break Beat Bark! –special ver.- | hotaru | eba      | eba      | 篠崎里香（高垣彩陽） 朝田詩乃（澤城美雪） |

※ 歌曲順序是依照出場或專輯順序列出。

### 漫畫
改編漫畫《劇場版 刀劍神域 －序列爭戰－》由IsII作畫。
| 卷數 | ASCII Media Works | ASCII Media Works      | 台灣角川       | 台灣角川               |
| 卷數 | 發售日期          | ISBN                   | 發售日期       | ISBN                   |
| ---- | ----------------- | ---------------------- | -------------- | ---------------------- |
| 1    | 2017年4月27日     | ISBN 978-4-04-892650-8 | 2018年11月5日  | ISBN 978-957-564-554-0 |
| 2    | 2018年1月27日     | ISBN 978-4-04-893371-1 | 2019年6月5日   | ISBN 978-957-743-053-3 |
| 3    | 2018年10月26日    | ISBN 978-4-04-893822-8 | 2019年12月12日 | ISBN 978-957-743-414-2 |
| 4    | 2019年6月26日     | ISBN 978-4-04-912449-1 | 2020年12月16日 | ISBN 978-986-524-117-9 |
| 5    | 2020年5月27日     | ISBN 978-4-04-913049-2 | 2021年5月10日  | ISBN 978-986-524-400-2 |

### 遊戲
由万代南梦宫娱乐發行的手機遊戲《刀劍神域 記憶重組》在電影版上映期間（日本地區上映時間為準）開放新活動：
ORDINAL SCALE Episode 0 (取得角色)（2017年2月18日 - 2月26日）：累積排名並取得對應角色的遊戲報酬。劍舞青銅獎章、劍舞白銀獎章與劍舞黃金獎章。
ORDINAL SCALE Episode 0 (【序列爭戰】活動登場)（2017年2月18 - ）：完成關卡即可獲得「武士之魂」稱號。
【序列爭戰】特別版 (裝備製作活動)（2017年2月18 - 5月31日）：在破關時有機會從《風暴格里芬》身上獲得「火屬性徽章」、「無屬性徽章」、「彩虹糖果盒」與「歌女神之劍」。
【崛起英雄】桐人 (【序列爭戰】活動登場)（2017年2月18 - 2月28日）：完成關卡即可獲得「擴增運動加速」稱號。
推薦給序列爭戰 (裝備製作活動)（2017年2月18日 - 7月28日）：在破關時有機會從《風暴龍》身上獲得「奧格瑪」、「OS禮服」與「OS大衣」。

### 擴增實境應用（AR）
由Aniplex Inc.開發的現實互動官方應用程式，可讓玩家在街道上獲取作品中的角色，玩法與《精靈寶可夢GO》相同。目前此款應用程式只開放日本地區，並且支援iOS與Android行動裝置平台。

### 異業合作
- 日本

與《なか卯》合作，在日本地區 2017年2月8日至3月14日 期間購買指定商品即可獲得指定角色一張；另外，註冊成為會員就可以參加抽獎，有機會獲得「3A尺寸限量掛軸」、「亞絲娜限量毛巾」與「限量海報」。
- 臺灣

2017年4月29日，《刀劍神域 -記憶重組- 2017 SPRING FAN MEETING STAGE 1》的臺北市西門町 Shiryouko Studio 活動現場中宣布，由木棉花國際授權發行的劇場版《亞絲娜款》與《桐人款》的特製版悠遊卡，並少量鋪貨在OK超商、統一超商與全家便利商店。

左為刀劍神域劇場版【桐人款】特製版悠遊卡，右為【亞絲娜款】特製版悠遊卡。

## 外部連結
- 《刀劍神域》系列作品正版授權官方網站（繁體中文）
- （日語）日本電影官網 （页面存档备份，存于）
- 互联网电影数据库（IMDb）上《劇場版 刀劍神域》的资料（英文）